# 美味人生 (韓國電視劇)
《美味人生》（韓語：맛있는 인생），為韓國SBS自2012年4月28日起播出的SBS週末劇場。講述退役刑警一邊經營韓國餐廳一邊撫養四個女兒過程的電視劇。

## 演員陣容

### 張信祖一家
- 林采茂 飾演 張信祖
- 尹晶喜 飾演 張承珠
- 柳賢慶 飾演 張靜嫻
- 劉多仁 飾演 張珠嫻
- 惠利 飾演 張美嫻

### 韓鳳順一家
- 尹美羅 飾演 韓鳳順
- 芮智媛 飾演 吳珍珠
- 李蜜茵 飾演 吳　奉

### 崔仁久一家
- 朴根瀅 飾演 崔仁久
- 元鐘莉 飾演 黃琴淑
- 崔元英 飾演 姜仁哲
- 柳演錫 飾演 崔在赫
- 柳瑞真 飾演 崔欣英

### 閔勇基一家
- 金學哲 飾演 閔勇基
- 李應敬 飾演 趙慧蘭
- 鄭　俊 飾演 閔泰恆
- Clara 飾演 閔瑩雨

### 廚房
- 安奭奐 飾演 趙平九
- 朴胤載 飾演 李載福
- 李恩喜 飾演 李孝利
- 崔　權 飾演 裴賞風
- 嚴賢書 飾演 趙微笑
- 金民國 飾演 韓民國

### 其他人物
- 洪成淑 飾演 姜有慶
- 石真伊 飾演 金喜秀
- 金莉雅 飾演 李映姬
- 裴常煥 飾演 金　煥
- 鄭有石 飾演 洪石邱
- 許俊石 飾演 太　坤
- 韓成勇 飾演 春　裴
- 姜瑞俊 飾演 徐亨鎮
- 李亨錫 飾演 羅基燦

## 外部連結
- 韓國SBS官方網站 （页面存档备份，存于）

| SBS 週末劇場                                    | SBS 週末劇場                                    | SBS 週末劇場 |
| ----------------------------------------------- | ----------------------------------------------- | ------------ |
|                                                 | 美味人生 （2012年4月28日 - 2012年9月23日）      |              |
| 如果明日來臨 （2011年10月29日 - 2012年4月22日） | 我的愛蝴蝶夫人 （2012年10月6日 - 2013年4月7日） |              |